# Saison 2015 de l'équipe cycliste Lotto NL-Jumbo
La saison 2015 de l'équipe cycliste Lotto NL-Jumbo est la vingtième de cette équipe, la première sous cette appellation.

## Préparation de la saison 2015

### Sponsors et financement de l'équipe
Belkin, sponsor principal de l'équipe du milieu de la saison 2013 à la fin de l'année 2014, annonce la fin de son engagement en juin 2014. Pour le remplacer, les dirigeants de l'équipe s'engagent en septembre avec De Lotto, la loterie nationale néerlandaise, et Brand Loyalty, sponsor éponyme d'une équipe de patinage de vitesse. Cette dernière et l'équipe cycliste fusionnent leur structure. La chaîne de supermarchés Jumbo s'engage comme deuxième sponsor. L'équipe cycliste, comme celle de patinage de vitesse, prend le nom de Lotto NL-Jumbo,. Bianchi demeure le fournisseur de cycles de l'équipe. Le budget de l'équipe pour cette saison s'élève à 15 millions d'euros.
Le maillot de l'équipe, aux couleurs des sponsors, doit changer en cours de saison. À dominante jaune en début d'année, ses épaules deviennent blanches en juillet, afin de distinguer plus aisément les coureurs de l'équipe du porteur du maillot jaune,.

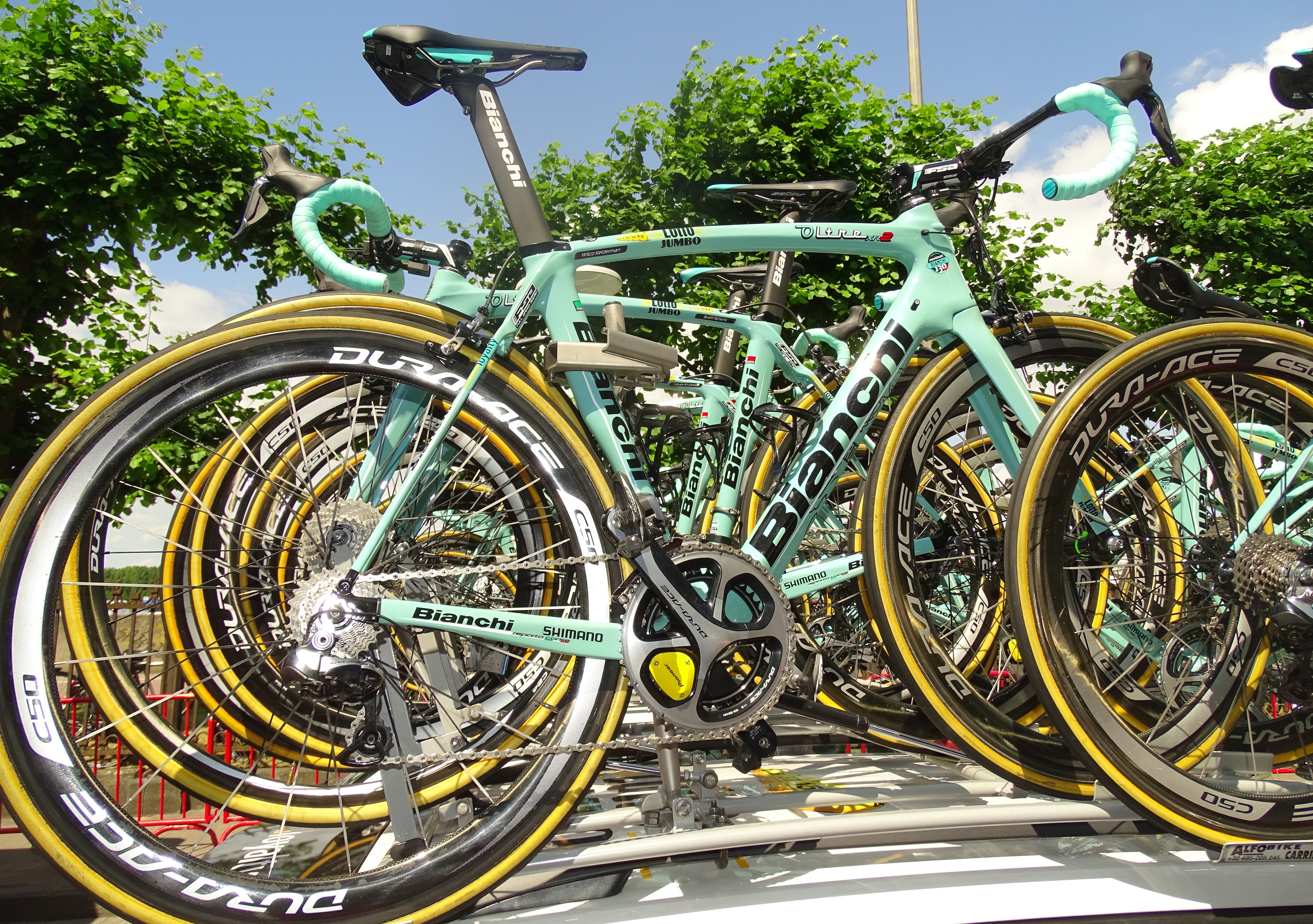
Modèle Oltre XR2 de Bianchi utilisé par l'équipe durant le Tour de France 2015
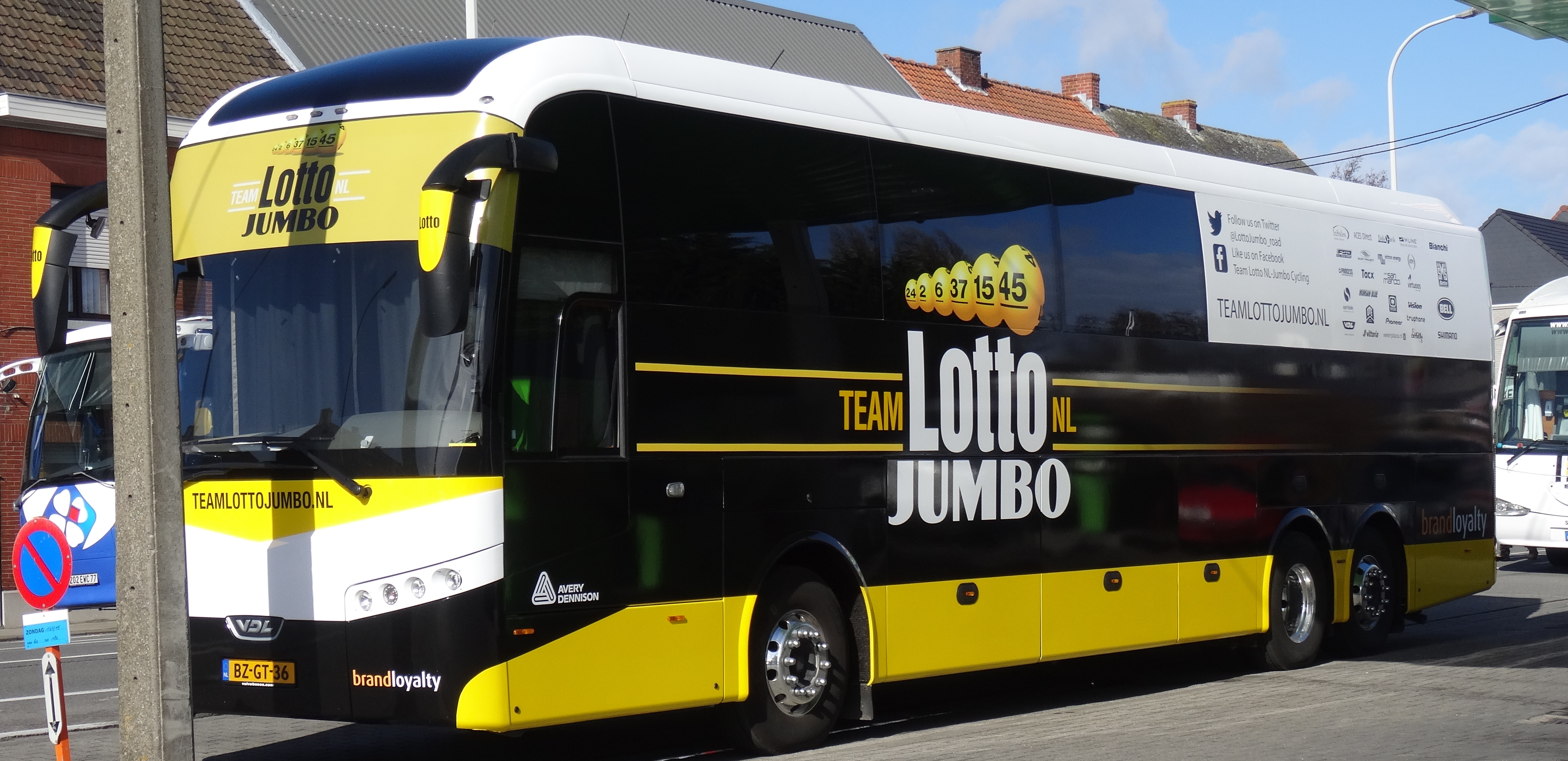
Bus de l'équipe lors de Kuurne-Bruxelles-Kuurne
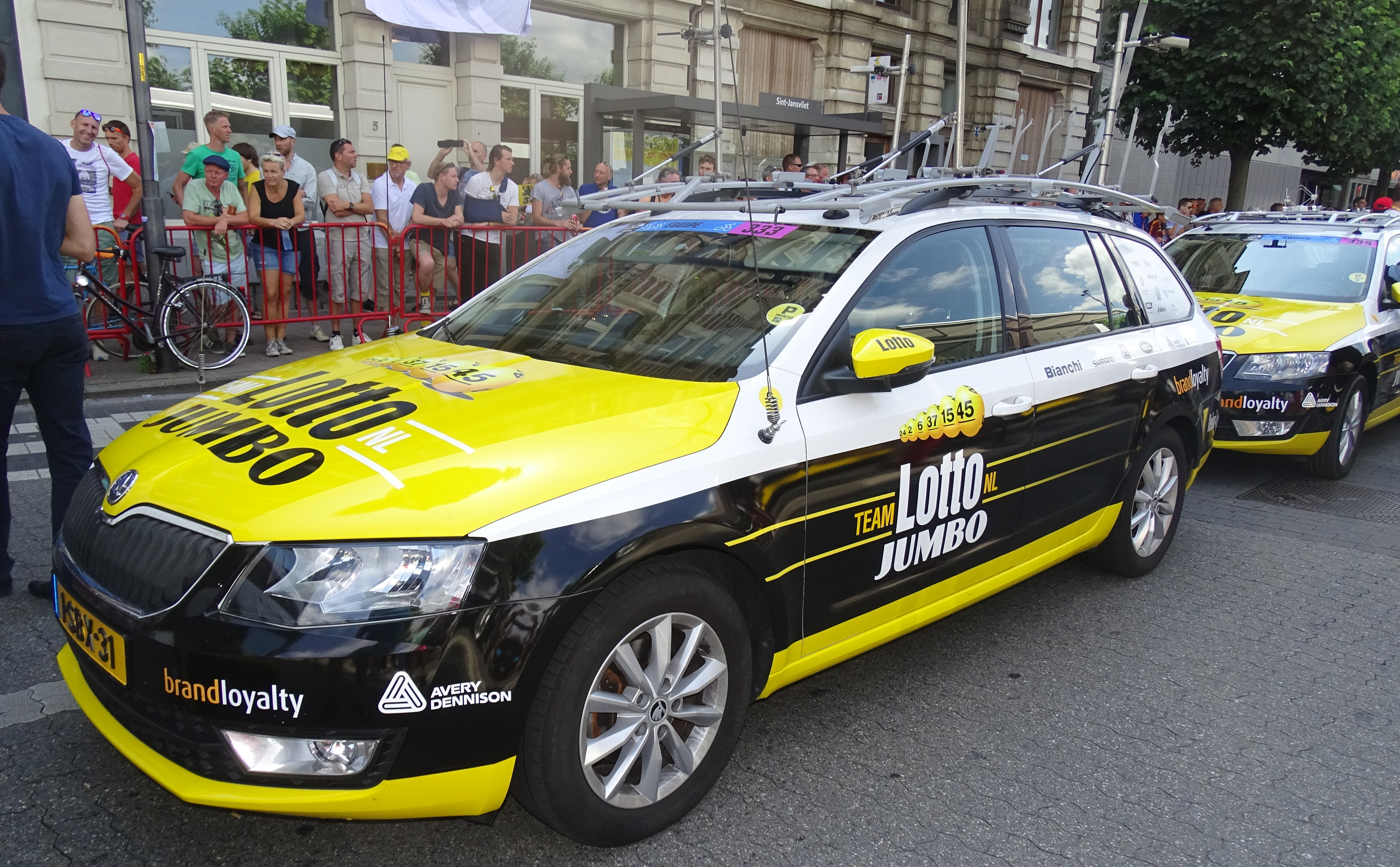
Voiture de l'équipe durant le Tour de France
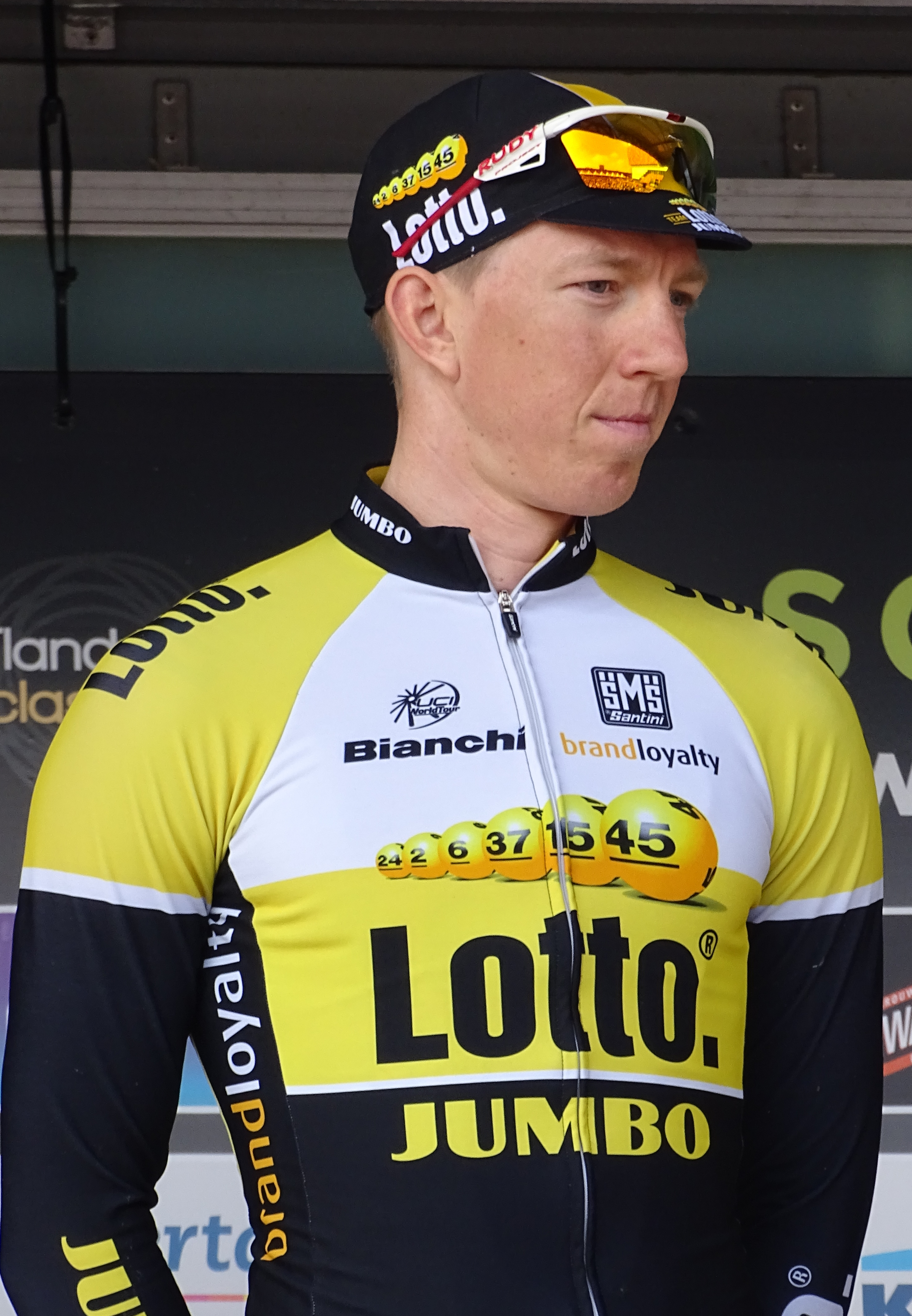
Sep Vanmarcke, vêtu du maillot de l'équipe lors du Grand Prix de l'Escaut

### Arrivées et départs
| Arrivées          | Équipe 2014                 |
| ----------------- | --------------------------- |
| George Bennett    | Cannondale                  |
| Brian Bulgaç      | Giant-Shimano               |
| Kevin De Weert    | Omega Pharma-Quick Step     |
| Bert-Jan Lindeman | Rabobank Development        |
| Timo Roosen       | Rabobank Development        |
| Mike Teunissen    | Rabobank Development        |
| Tom Van Asbroeck  | Topsport Vlaanderen-Baloise |

| Départs              | Équipe 2015                  |
| -------------------- | ---------------------------- |
| Jack Bobridge        | Budget Forklifts             |
| Jetse Bol            | Join-S-De Rijke              |
| Lars Boom            | Astana                       |
| Theo Bos             | MTN-Qhubeka                  |
| Graeme Brown         | Drapac                       |
| Stef Clement         | IAM                          |
| Juan Manuel Gárate   |                              |
| Jonathan Hivert      | Bretagne-Séché Environnement |
| Bauke Mollema        | Trek Factory Racing          |
| Lars Petter Nordhaug | Sky                          |
| David Tanner         | IAM                          |
| Dennis van Winden    | Synergy Baku Project         |

## Déroulement de la saison

### Mai-juin
Lotto NL-Jumbo se rend au Tour d'Italie avec pour leader Steven Kruijswijk, qui vise une place parmi les dix premiers au classement général. Le sprinteur Moreno Hofland a également fait de ce Giro un objectif important de sa saison. Les autres sélectionnés sont Rick Flens, Martijn Keizer, Nick van der Lijke, Bert-Jan Lindeman, Maarten Tjallingii, Robert Wagner et George Bennett. Ce dernier ne prend cependant pas le départ de la course à cause d'un taux de cortisol trop bas. Bien que l'Union cycliste internationale (UCI) n'interdise pas de participer à une compétition dans cette situation, l'équipe Lotto NL-Jumbo se conforme aux engagements pris dans le cadre du Mouvement pour un cyclisme crédible (MPCC) en écartant son coureur pendant huit jours. Lotto NL-Jumbo est treizième de la première étape, disputée en contre-la-montre par équipes. Le lendemain, Moreno Hofland prend la deuxième place, devancé de peu par Elia Viviani. Passé en tête à la seule difficulté du jour, Bert-Jan Lindeman revêt le maillot bleu du classement de la montagne. Après la première semaine, Kruijswijk est à plus de 11 minutes du leader Alberto Contador au classement général. Lors de la neuvième étape, il s'échappe mais échoue à la seconde place à 21 secondes de Paolo Tiralongo. Il reprend sa chance deux jours plus tard mais est une nouvelle fois battu. Il termine dans un groupe de six coureurs à plus de 50 secondes d'Ilnur Zakarin. Par la suite il se classe cinquième contre la montre à une minute du vainqueur. Lors des étapes de montagne qui suivent, il parvient à suivre les meilleurs :  lors de la montée de Madonna di Campiglio, il termine cinquième à 38 secondes du vainqueur Mikel Landa, et le lendemain, il termine second à Aprica en parvenant à suivre le maillot rose Alberto Contador. Ces performances lui permettent d'intégrer le top 10 au classement général. Il termine septième du classement général à 10 minutes et 53 secondes du vainqueur. Il réussit ainsi sa meilleure prestation sur un grand tour.

### Juillet
Looto NL-Jumbo se présente au Tour de France avec pour objectif un top 10 de son leader Robert Gesink. Il est épaulé par Wilco Kelderman (jeune co-leader), Steven Kruijswijk (septième du récent Giro) ainsi que par Tom Leezer, Laurens ten Dam, Paul Martens, Bram Tankink, Jos Van Emden et Sep Vanmarcke. Le prologue se passe bien avec Van Emden qui prend la cinquième place ainsi que les deux leaders, Wilco Kelderman et Robert Gesink, qui sont respectivement neuvième et onzième. La première semaine voit Gesink prendre seul le leadership. En effet, Kelderman ,victime de chute, perd du temps au classement général. Lors de la première étape de montagne, Gesink passe à l'attaque et prend la tête mais est repris ensuite par Christopher Froome. Il termine quatrième de cette étape et se classe huitième du classement général. Durant la douzième étape, dans l'ascension du plateau de Beille, il est victime d'un ennui mécanique à 8 km du sommet. Il parvient néanmoins à limiter son retard, en terminant à moins d'une minute des leaders. Par la suite, il parvient toujours à tenir la roue des leaders ou à minimiser le débours. Il finit ce Tour de France à la sixième place. Kruijswijk termine 21e.

## Coureurs et encadrement technique

### Effectif
| Cycliste           | Date de naissance | Nationalité      | Équipe 2014                 |  |
| ------------------ | ----------------- | ---------------- | --------------------------- |  |
| George Bennett     | 7 avril 1990      | Nouvelle-Zélande | Cannondale                  |  |
| Brian Bulgaç       | 4 avril 1988      | Pays-Bas         | Giant-Shimano               |  |
| Kevin De Weert     | 27 mai 1982       | Belgique         | Omega Pharma-Quick Step     |  |
| Rick Flens         | 11 avril 1983     | Pays-Bas         | Belkin                      |  |
| Robert Gesink      | 31 mai 1986       | Pays-Bas         | Belkin                      |  |
| Marc Goos          | 30 novembre 1990  | Pays-Bas         | Belkin                      |  |
| Moreno Hofland     | 31 août 1991      | Pays-Bas         | Belkin                      |  |
| Martijn Keizer     | 25 mars 1988      | Pays-Bas         | Belkin                      |  |
| Wilco Kelderman    | 25 mars 1991      | Pays-Bas         | Belkin                      |  |
| Steven Kruijswijk  | 7 juin 1987       | Pays-Bas         | Belkin                      |  |
| Tom Leezer         | 26 décembre 1985  | Pays-Bas         | Belkin                      |  |
| Bert-Jan Lindeman  | 16 juin 1989      | Pays-Bas         | Rabobank Development        |  |
| Barry Markus       | 17 juillet 1991   | Pays-Bas         | Belkin                      |  |
| Paul Martens       | 26 octobre 1983   | Allemagne        | Belkin                      |  |
| Timo Roosen        | 11 janvier 1993   | Pays-Bas         | Rabobank Development        |  |
| Bram Tankink       | 3 décembre 1978   | Pays-Bas         | Belkin                      |  |
| Laurens ten Dam    | 13 novembre 1980  | Pays-Bas         | Belkin                      |  |
| Mike Teunissen     | 25 août 1992      | Pays-Bas         | Rabobank Development        |  |
| Maarten Tjallingii | 5 novembre 1977   | Pays-Bas         | Belkin                      |  |
| Tom Van Asbroeck   | 19 avril 1990     | Belgique         | Topsport Vlaanderen-Baloise |  |
| Nick van der Lijke | 23 septembre 1991 | Pays-Bas         | Belkin                      |  |
| Jos van Emden      | 18 février 1985   | Pays-Bas         | Belkin                      |  |
| Dennis van Winden  | 2 décembre 1987   | Pays-Bas         | Belkin                      |  |
| Sep Vanmarcke      | 28 juillet 1988   | Belgique         | Belkin                      |  |
| Robert Wagner      | 17 avril 1983     | Allemagne        | Belkin                      |  |
| Maarten Wynants    | 13 mai 1982       | Belgique         | Belkin                      |  |
| Stagiaire          | Date de naissance | Nationalité      | Équipe 2015                 |  |
| Koen Bouwman       | 2 décembre 1993   | Pays-Bas         | SEG Racing                  |  |
| Twan Castelijns    | 23 janvier 1989   | Pays-Bas         | Baby-Dump                   |  |
| Steven Lammertink  | 4 décembre 1993   | Pays-Bas         | SEG Racing                  |  |

Portraits
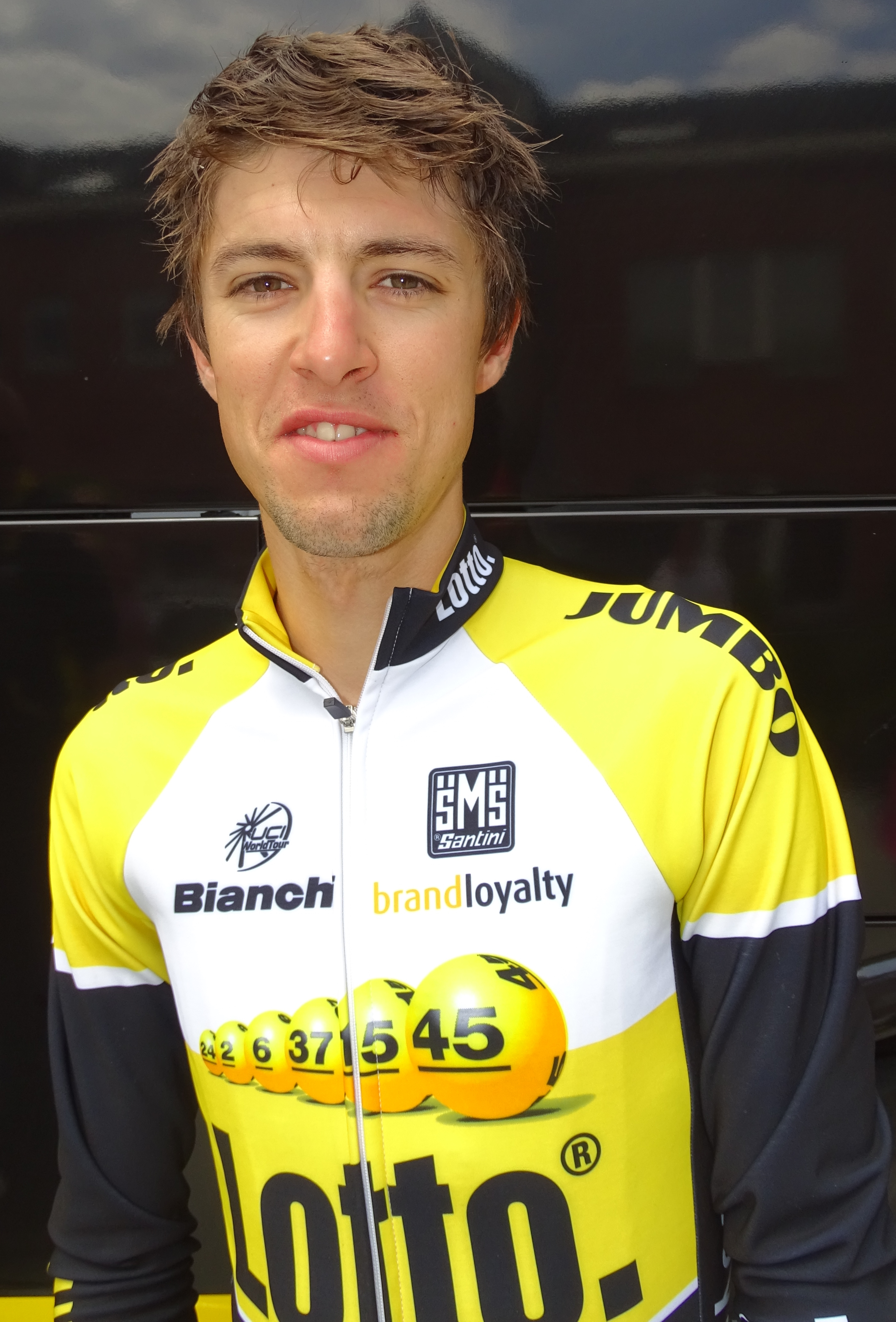
George Bennett.
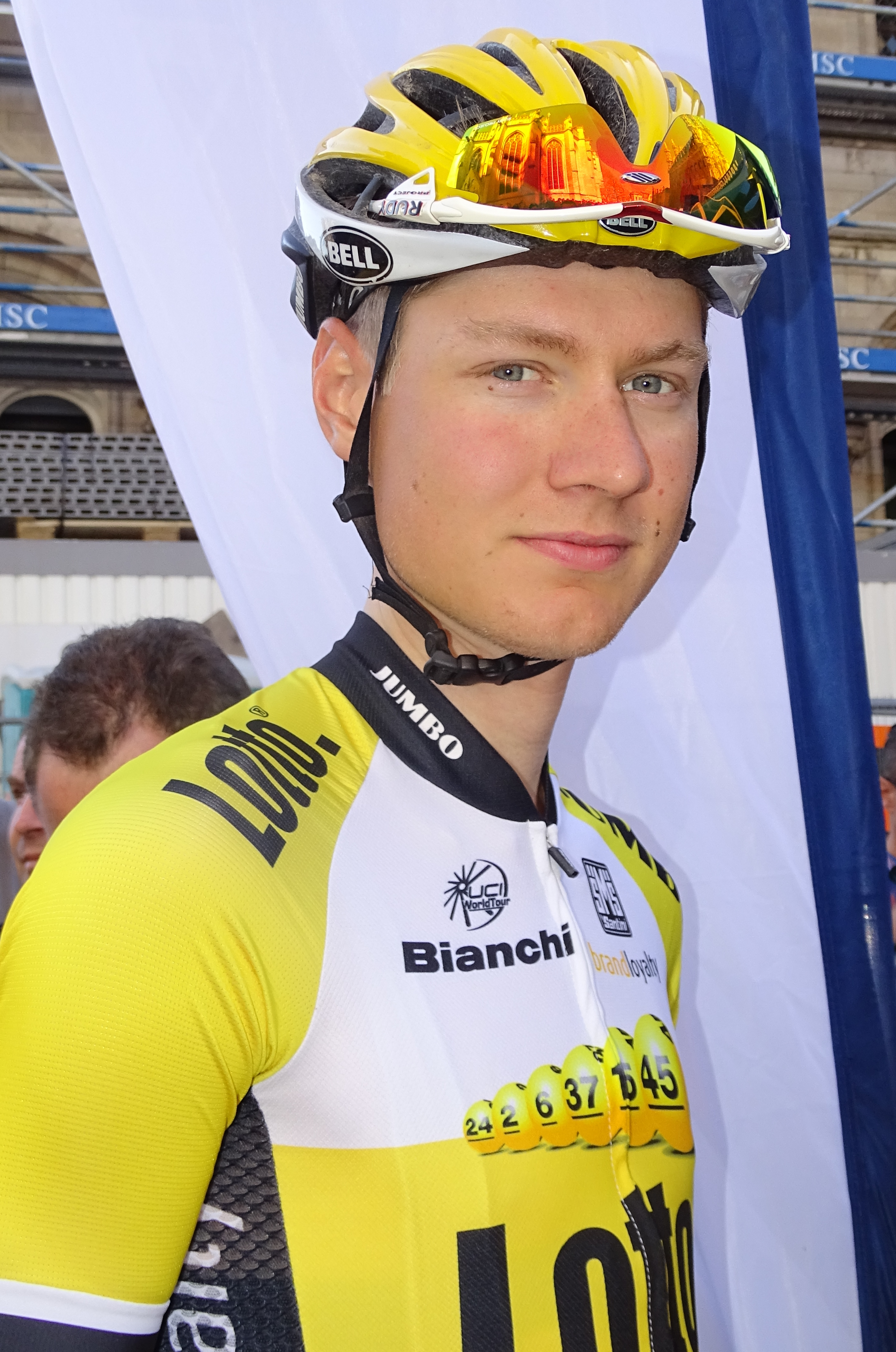
Wilco Kelderman.
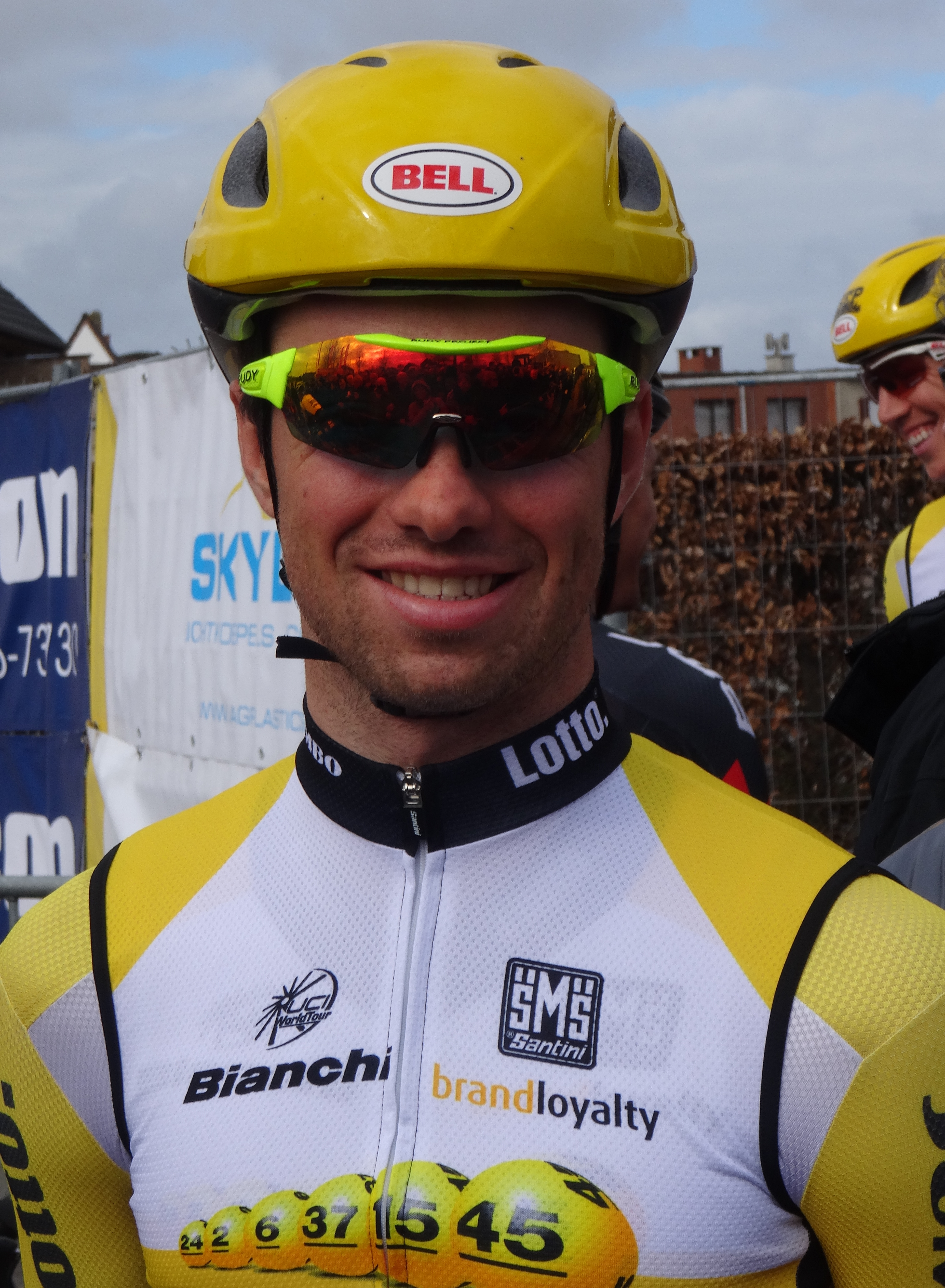
Tom Van Asbroeck.

### Encadrement
Fin 2012, Harold Knebel quitte l'équipe qu'il dirigeait depuis 2008. Il est remplacé par Richard Plugge, jusqu'alors responsable de la communication de l'équipe, et ancien rédacteur en chef du journal sportif NUsport (nl). La direction sportive est assurée par Nico Verhoeven. L'équipe de direction comprend Erik Dekker, Jan Boven, Frans Maassen, Michiel Elijzen et Jeroen Blijlevens. Merijn Zeeman est l'entraîneur de l'équipe Belkin

## Bilan de la saison

### Victoires

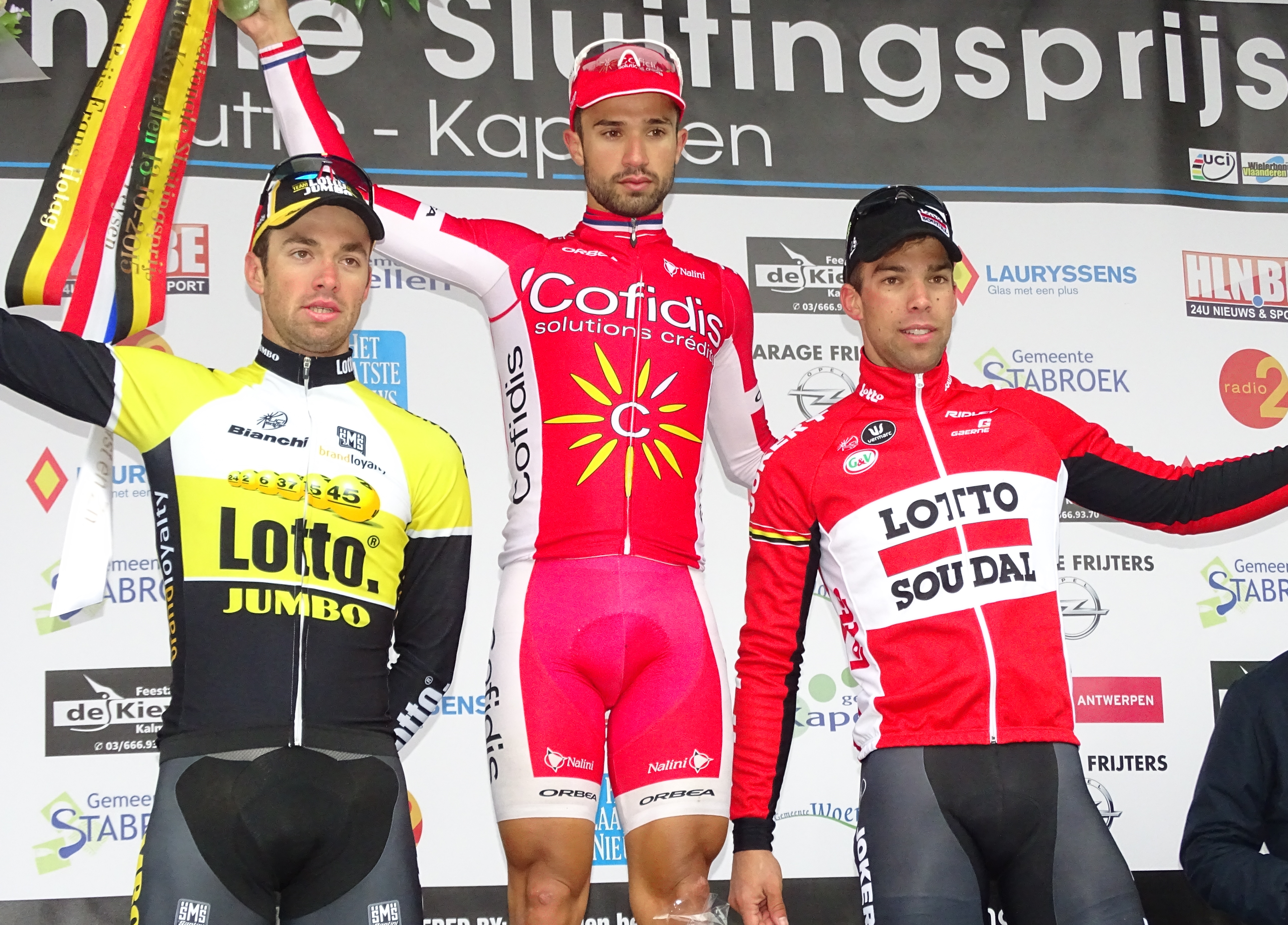
Podium de l'édition 2015 du Prix national de clôture : Tom Van Asbroeck (2e), Nacer Bouhanni (1er et vainqueur de l'UCI Europe Tour 2015 grâce à cette course) et Jens Debusschere (3e).

| Date       | Course                                       | Pays        | Classe | Vainqueur         |
| ---------- | -------------------------------------------- | ----------- | ------ | ----------------- |
| 02/05/2015 | 2e étape du Tour de Yorkshire                | Royaume-Uni | 2.1    | Moreno Hofland    |
| 20/06/2015 | 4e étape du Ster ZLM Toer                    | Belgique    | 2.1    | Moreno Hofland    |
| 24/06/2015 | Championnat des Pays-Bas du contre-la-montre | Pays-Bas    | CN     | Wilco Kelderman   |
| 11/08/2015 | Prologue du Tour de l'Ain                    | France      | 2.1    | Mike Teunissen    |
| 13/08/2015 | 4e étape de l'Eneco Tour                     | Pays-Bas    | WT     | Jos van Emden     |
| 28/08/2015 | 7e étape du Tour d'Espagne                   | Espagne     | WT     | Bert-Jan Lindeman |

### Résultats sur les courses majeures
Les tableaux suivants représentent les résultats de l'équipe dans les principales courses du calendrier international (les cinq classiques majeures et les trois grands tours). Pour chaque épreuve est indiqué le meilleur coureur de l'équipe, son classement ainsi que les accessits glanés par Lotto NL-Jumbo sur les courses de trois semaines.

#### Classiques
| Classique            | Milan-San Remo     | Tour des Flandres   | Paris-Roubaix       | Liège-Bastogne-Liège  | Tour de Lombardie   |
| -------------------- | ------------------ | ------------------- | ------------------- | --------------------- | ------------------- |
| Coureur (classement) | Paul Martens (17e) | Sep Vanmarcke (53e) | Sep Vanmarcke (11e) | Wilco Kelderman (37e) | Robert Gesink (11e) |

#### Grands tours
| Grand tour           | Tour d'Italie          | Tour de France     | Tour d'Espagne                         |
| -------------------- | ---------------------- | ------------------ | -------------------------------------- |
| Coureur (classement) | Steven Kruijswijk (7e) | Robert Gesink (6e) | George Bennett (37e)                   |
| Accessits            | -                      | -                  | 1 victoire d'étape (Bert-Jan Lindeman) |

### Classement UCI
| Rang | Coureur           | Points |
| ---- | ----------------- | ------ |
| 41   | Robert Gesink     | 114    |
| 42   | Wilco Kelderman   | 111    |
| 55   | Steven Kruijswijk | 80     |
| 72   | Sep Vanmarcke     | 52     |
| 125  | Bert-Jan Lindeman | 18     |
| 151  | Jos Van Emden     | 8      |
| 154  | Moreno Hofland    | 8      |
| 163  | George Bennett    | 6      |
| 183  | Rick Flens        | 2      |
| 192  | Tom Van Asbroeck  | 2      |
| 195  | Paul Martens      | 2      |